# Campeonato Europeo de Halterofilia de 1924
El XX Campeonato Europeo de Halterofilia se celebró en Neunkirchen (Alemania) entre el 7 y el 8 de septiembre de 1924 bajo la organización de la Federación Europea de Halterofilia (EWF) y la Federación Alemana de Halterofilia.

## Medallistas
| Evento   | Oro                            | Plata                           | Bronce                           |
| -------- | ------------------------------ | ------------------------------- | -------------------------------- |
| 53 kg    | Fritz Baru Alemania 337,5      | Heinrich Fuchs Alemania 327,5   | Heinrich Kießling Alemania 305,0 |
| 58 kg    | Albert Küchner Alemania 350,0  | Otto Geßler Alemania 347,5      | Moritz Wecker Alemania 315,0     |
| 62,5 kg  | Max Loch Alemania 355,0        | Emil Fetzer Alemania 335,0      | Georg Ochs · Suiza · 325,0       |
| 67,5 kg  | Willi Reinfrank Alemania 445,0 | Nicolaus Weber Alemania 402,5   | Otto Erlenmayer Alemania 372,5   |
| 75 kg    | Jakob Vogt Alemania 442,5      | Jakob Merten Alemania 422,5     | Fritz Braun Alemania 395,0       |
| 82,5 kg  | Julius Baruch Alemania 425,0   | Fritz Neukirchen Alemania 420,0 | Jakob Orgler Alemania 395,0      |
| +82,5 kg | Paul Trappen Alemania 532,5    | Fritz Jung Alemania 447,5       | Otto Österlin Alemania 447,5     |

1. 1 2 3  Total (en kg) de la suma de diferentes levantamientos.

## Medallero
| Núm. | País     | Oro | Plata | Bronce | Total |
| ---- | -------- | --- | ----- | ------ | ----- |
| 1    | Alemania | 7   | 7     | 6      | 20    |
| 2    | Suiza    | 0   | 0     | 1      | 1     |
|      | TOTAL    | 7   | 7     | 7      | 21    |